# Софрониева базилика
Софрониевата базилика (на гръцки: Βασιλική Σοφρωνίου) е раннохристиянска църква, край Никити на полуостров Ситония.

## История
Базиликата е открита в 1981 година на 1 km южно от Никити, в близост до плажа, от западната страна на по-късната църква „Свети Георги“ от XVI - XVII век. Базиликата датира от първата половина на V век и един от най-значимите раннохристияски храмове, разкрити в Македония. Има три кораба и обща дължина от 48 m. Известна е със забележителната си добре запазена мозайка. Запазени са също и много мраморни колони, както и пет вотивни надписа. На един от тях се чете „На епископ Софроний“ и той е дал име на църквата.